# Christine Tackenberg
Christine Tackenberg (ur. 17 marca 1949) – niemiecka lekkoatletka, sprinterka, medalistka halowych mistrzostw Europy. W czasie swojej kariery reprezentowała RFN.
Zdobyła srebrny medal w sztafecie 4 × 1 okrążenie na halowych mistrzostwach Europy w 1971 w Sofii (sztafeta RFN biegła w składzie: Annelie Wilden, Elfgard Schittenhelm, Annegret Kroniger i Tackenberg.
Zwyciężyła w sztafecie 4 × 1 okrążenie (w składzie: Schittenhelm, Tackenberg, Kroniger i Rita Wilden) na halowych mistrzostwach Europy w 1972 w Grenoble.
Była halową wicemistrzynią RFN w biegu na 200 metrów w 1972 oraz brązową medalistką na tym dystansie w 1971.